# Pseudantonina magnotubulata
Pseudantonina magnotubulata är en insektsart som beskrevs av Borchsenius 1960. Pseudantonina magnotubulata ingår i släktet Pseudantonina och familjen ullsköldlöss. Inga underarter finns listade i Catalogue of Life.